# Seigy
 Seigy  es una población y comuna francesa, en la región de Centro, departamento de Loir y Cher, en el distrito de Romorantin-Lanthenay y cantón de Saint-Aignan.
Ahí  se encuentra uno de los Zoológicos más hermosos de Francia, el ZooParc de Beauval.
https://www.zoobeauval.com/
Av. du Blanc, 41110 Saint-Aignan, Francia

## Demografía
| 733 | 755 | 929 | 1 055 | 1 036 | 1 091 | 1015 |
| Para los censos de 1962 a 1999 la población legal corresponde a la población sin duplicidades (Fuente: INSEE [Consultar]) |     |     |       |       |       |      |

## Personalidades vinculadas al municipio
- Nicolas Vogondy, campeón de ciclismo de Francia.